# Kwietno
Kwietno (en allemand : Blumerode) est une localité polonaise de la gmina de Malczyce, située dans le powiat de Środa Śląska en voïvodie de Basse-Silésie.

## Histoire
Le village de Blumrode, situé dans la région historique de Basse-Silésie, est mentionné pour la première fois dans un acte de 1355. Fondé au cours de la colonisation germanique, il faisait partie du duché de Legnica.

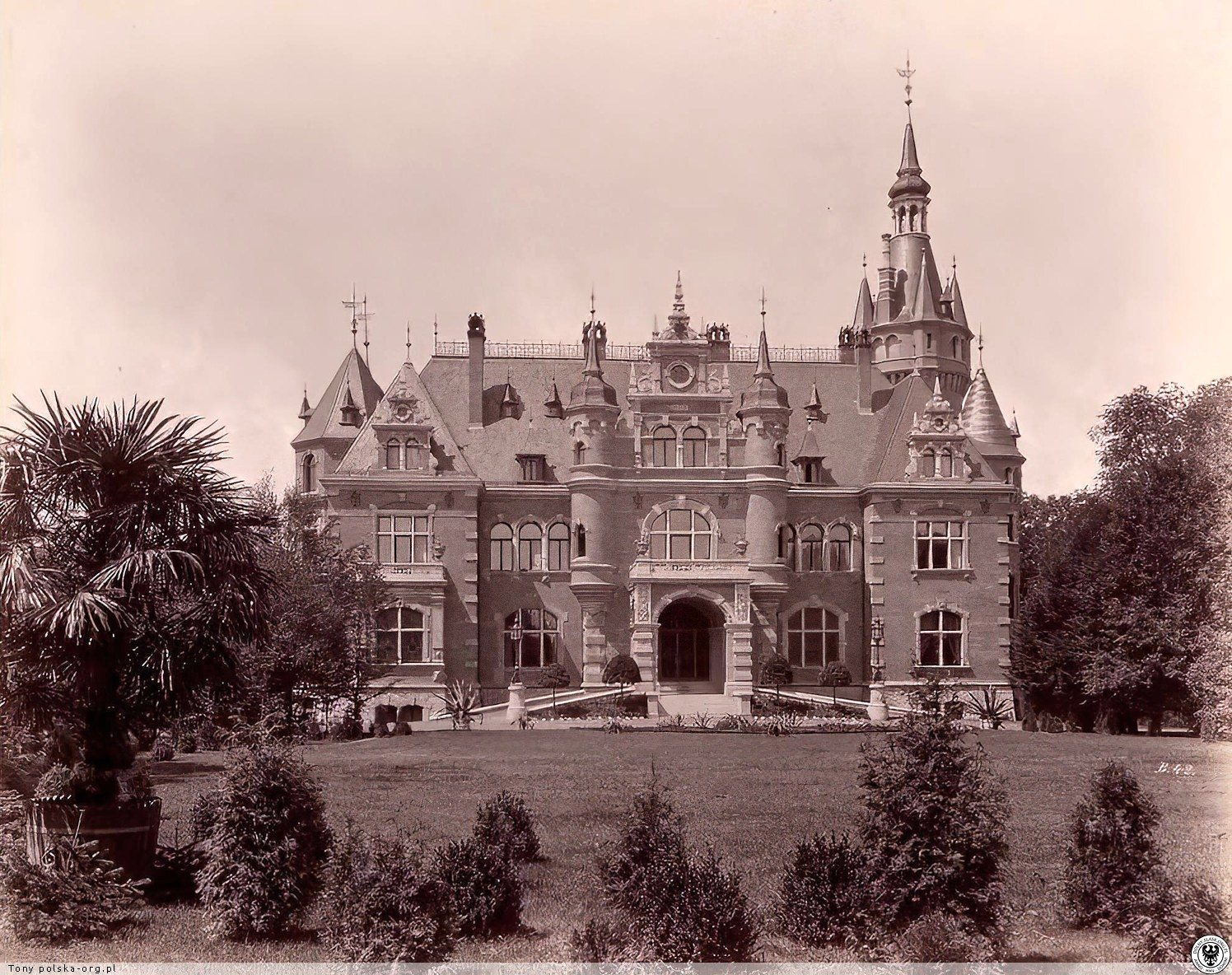
Château de Blumerode, vers 1900.

Après la mort du dernier duc Georges Guillaume en 1675, le fief accompli revient à la couronne de Bohême. Après la première guerre de Silésie, en 1742, la région est annexée par le royaume de Prusse. 
De 1816 à 1945, Blumerode fait partie de l'arrondissement de Neumarkt dans le district de Breslau au sein de la province de Silésie. Le village fut conquis par l'Armée rouge à la fin de la Seconde Guerre mondiale en 1945 puis rattaché à la réüublique de Pologne. La population germanophone restante était expulsée.